# Idertia
Idertia é um género botânico pertencente à família Ochnaceae.